# Faye-l’Abbesse
Faye-l’Abbesse – miejscowość i gmina we Francji, w regionie Nowa Akwitania, w departamencie Deux-Sèvres.
Według danych na rok 1990 gminę zamieszkiwało 998 osób, a gęstość zaludnienia wynosiła 43 osób/km² (wśród 1467 gmin regionu Poitou-Charentes Faye-l’Abbesse plasuje się na 311. miejscu pod względem liczby ludności, natomiast pod względem powierzchni na miejscu 303.).